# Amaury Leveaux
Amaury Leveaux (Delle, 2 december 1985) is een Franse zwemmer en houder van het wereldrecord op de 100 meter vrije slag kortebaan. Hij is tevens houder van het Europees record op de 50 meter vrije slag kortebaan en medehouder van het Europees record op de 4x100 meter vrije slag langebaan. Bij de Olympische Zomerspelen 2012 in Londen behaalde Leveaux met het Franse zwemteam de gouden medaille op de 4x100 meter vrije slag.

## Carrière
Leveaux maakte zijn internationale debuut tijdens de Europese kampioenschappen zwemmen 2004 in Madrid met twee bronzen medailles, op de 4x100 en 4x200 meter vrije slag estafettes en een vijfde plaats op de 200 meter vrije slag. Op de Olympische Spelen 2004 in Athene startte Leveaux alleen op de estafettes.
Bij de Europese kampioenschappen zwemmen 2006 in Boedapest veroverde hij het zilver op de 100 meter vlinderslag, samen met Alain Bernard, Grégory Mallet en Fabien Gilot sleepte hij de zilveren medaille in de wacht op de 4x100 meter vrije slag.
Op de wereldkampioenschappen zwemmen 2007 in Melbourne vormde hij samen met Fabien Gilot, Grégory Mallet en Julien Sicot een team in de series van de 4x100 meter vrije slag. In de finale zwommen Gilot en Sicot samen met Alain Bernard en Frédérick Bousquet naar de derde plaats, voor zijn aandeel in de series werd Leveaux beloond met een bronzen medaille.
Het eerste toernooi van Leveaux in 2008 waren de Europese kampioenschappen zwemmen 2008 in Eindhoven waar hij het zilver pakte op de 200 meter vrije slag achter de Duitser Paul Biedermann. Tijdens de Franse kampioenschappen in Duinkerke kwalificeerde hij zich op de 50 meter en 200 meter vrije slag voor de Spelen in Peking. Op de 50 meter vrije slag brak hij het Europees record van landgenoot Alain Bernard. Tijdens de Spelen pakte hij samen met Fabien Gilot, Frédérick Bousquet en Alain Bernard het zilver op de 4x100 meter vrije slag. Het verschil met winnaar Verenigde Staten bedroeg slechts 0,08 seconde. Op de slotdag van het toernooi pakte hij het zilver op de 50 meter vrije slag achter de Braziliaan César Cielo Filho en voor landgenoot Alain Bernard. Tijdens de Europese kampioenschappen kortebaanzwemmen 2008 in Rijeka pakte Amaury Leveaux goud op de 50 en 100 meter vrije slag, 50 meter vlinderslag telkens in een wereldrecord en op de 4x50 meter vrije slag.

### 2009-heden
In de Italiaanse hoofdstad Rome nam de Fransman deel aan de wereldkampioenschappen zwemmen 2009, op dit toernooi veroverde hij de bronzen medaille op de 50 meter vrije slag. In de series van de 4x100 meter vrije slag vormde hij een team samen met Grégory Mallet, William Meynard en Fabien Gilot, in de finale sleepten Mallet en Gilot samen met Alain Bernard en Frédérick Bousquet de bronzen medaille in de wacht. Voor zijn inspanningen in de series ontving Leveaux de bronzen medaille. Op de Europese kampioenschappen kortebaanzwemmen 2009 in Istanboel prolongeerde de Fransman zijn Europese titel op de 100 meter vrije slag, op de 50 meter vrije slag eindigde hij op de vierde plaats. Samen met Jérémy Stravius, David Maitre en Frédérick Bousquet werd hij Europees kampioen op de 4x50 meter vrije slag, op de 4x50 meter wisselslag legde hij samen met Benjamin Stasiulis, Hugues Duboscq en Frédérick Bousquet beslag op de bronzen medaille.
Tijdens de Europese kampioenschappen zwemmen 2010 in Boedapest strandde Leveaux in de series van de 50 meter vrije slag vanwege de 2 deelnemers per land regel. Samen met Boris Steimetz, William Meynard en Fabien Gilot zwom hij in de series van de 4x100 meter vrije slag, in de finale veroverden Meynard en Gilot samen met Yannick Agnel en Alain Bernard de zilveren medaille. Voor zijn aandeel in de series werd Leveaux eveneens beloond met de zilveren medaille.
In Szczecin nam de Fransman deel aan de Europese kampioenschappen kortebaanzwemmen 2011. Op dit toernooi sleepte hij de zilveren medaille in de wacht op de 50 meter vlinderslag, op de 100 meter vlinderslag eindigde hij op de zevende plaats. Op de 4x50 meter wisselslag werd hij samen met Jordan Coelho, Hugues Duboscq en Medhy Metella uitgeschakeld in de series.
Op de Europese kampioenschappen zwemmen 2012 in Debrecen legde Leveaux, op de 200 meter vrije slag, beslag op de zilveren medaille, daarnaast eindigde hij als vierde op de 100 meter vrije slag en als achtste op de 50 meter vlinderslag. Samen met Alain Bernard, Frédérick Bousquet en Jérémy Stravius werd hij Europees kampioen op de 4x100 meter vrije slag. Tijdens de Olympische Zomerspelen van 2012 veroverde Leveaux samen met Fabien Gilot, Clément Lefert en Yannick Agnel de gouden medaille op de 4x100 meter vrije slag. In de laatste 50 meter wist Agnel de achterstand op het Amerikaanse team nog om te buigen naar een voorsprong. Samen met Grégory Mallet, Clément Lefert en Yannick Agnel zwom Leveaux naar een zilveren medaille op de 4x200 meter vrije slag. In deze finale was het Amerikaanse team wel te sterk voor het Franse viertal. Individueel werd hij uitgeschakeld in de series van de 50 meter vrije slag. In Chartres nam de Fransman deel aan de Europese kampioenschappen kortebaanzwemmen 2012. Op dit toernooi strandde hij in de series van zowel de 50 als de 100 meter vrije slag, op de 4x50 meter vrije slag sleepte hij samen met Florent Manaudou, Frédérick Bousquet en Jérémy Stravius de Europese titel in de wacht. Op de wereldkampioenschappen kortebaanzwemmen 2012 in Istanboel werd Leveaux uitgeschakeld in de halve finales van de 50 meter vrije slag en in de series van de 100 meter vrije slag.

## Internationale toernooien
| Jaar | Olympische Spelen                                                                  | WK langebaan | WK kortebaan                           | EK langebaan | EK kortebaan                                                                       |
| ---- | ---------------------------------------------------------------------------------- | --- | -------------------------------------- | --- | ---------------------------------------------------------------------------------- |
| 2004 | 7e 4x100m vrije slag Leveaux zwom enkel de series 7e 4x200m vrije slag             | | geen deelname                          | 10e 100m vrije slag · 5e 200m vrije slag · 4x100m vrije slag · 4x200m vrije slag · 4x100m wisselslag · Leveaux zwom enkel de series | 18e 100m vrije slag 5e 200m vrije slag 18e 400m vrije slag                         |
| 2005 |                                                                                    | 8e 100m vrije slag 10e 200m vrije slag                                                                               |                                        | | 17e 100m vrije slag 5e 200m vrije slag 11e 100m vlinderslag                        |
| 2006 |                                                                                    | | geen deelname                          | 17e 100m vrije slag · 6e 200m vrije slag · 100m vlinderslag · 4x100m vrije slag · 4e 4x200m vrije slag · 4e 4x100m wisselslag       | geen deelname                                                                      |
| 2007 |                                                                                    | 14e 200m vrije slag · 18e 100m vlinderslag · 4x100m vrije slag · Leveaux zwom enkel de series · 7e 4x100m wisselslag |                                        | | 8e 100m vrije slag · 12e 200m vrije slag · 20e 100m vlinderslag · 4x50m vrije slag |
| 2008 | 50m vrije slag · serie 200m vrije slag · 4x100m vrije slag · 10e 4x200m vrije slag | | geen deelname                          | 18e 100m vrije slag · 200m vrije slag · 8e 50m vlinderslag                                                                          | 50m vrije slag · 100m vrije slag · 50m vlinderslag · 4x50m vrije slag              |
| 2009 |                                                                                    | 50m vrije slag · 4x100m vrije slag · Leveaux zwom enkel de series                                                    |                                        | | 4e 50m vrije slag · 100m vrije slag · 4x50m vrije slag · 4x50m wisselslag          |
| 2010 |                                                                                    | | geen deelname                          | 18e 50m vrije slag · 4x100m vrije slag · Leveaux zwom enkel de series                                                               | geen deelname                                                                      |
| 2011 |                                                                                    | geen deelname |                                        | | 50m vlinderslag · 7e 100m vlinderslag · 15e 4x50m wisselslag                       |
| 2012 | 18e 50m vrije slag · 4x100m vrije slag · 4x200m vrije slag                         | | 12e 50m vrije slag 33e 100m vrije slag | serie 50m vrije slag · 4e 100m vrije slag · 200m vrije slag · 8e 50m vlinderslag · 4x100m vrije slag                                | serie 50m vrije slag · serie 100m vrije slag · 4x50m vrije slag                    |

## Persoonlijke records
Bijgewerkt tot en met 9 december 2011
Kortebaan
| Afstand          | Tijd    | Datum            | Plaats   |
| ---------------- | ------- | ---------------- | -------- |
| 50m vrije slag   | 20,48   | 11 december 2008 | Rijeka   |
| 100m vrije slag  | 44,94   | 13 december 2008 | Rijeka   |
| 200m vrije slag  | 1.43,90 | 11 december 2005 | Triëst   |
| 50m vlinderslag  | 22,18   | 14 december 2008 | Rijeka   |
| 100m vlinderslag | 50,79   | 9 december 2011  | Szczecin |

Langebaan
| Afstand          | Tijd    | Datum            | Plaats      |
| ---------------- | ------- | ---------------- | ----------- |
| 50m vrije slag   | 21,25   | 1 augustus 2009  | Rome        |
| 100m vrije slag  | 47,76   | 10 augustus 2008 | Peking      |
| 200m vrije slag  | 1.46.54 | 21 april 2008    | Duinkerke   |
| 50m vlinderslag  | 22,94   | 22 april 2009    | Montpellier |
| 100m vlinderslag | 52,76   | 5 augustus 2006  | Boedapest   |